# 미나 (일본의 가수)
미나(본명: 묘이 미나, 일본어: 名井 南, 1997년 3월 24일~)는 일본의 가수이며, K-pop 걸 그룹 트와이스, 미사모의 멤버이다. 팀에서 모모와 함께 메인댄서를 맡고 있다.

## 생애
1997년 3월 24일 미국에서 태어났다. 그러나 어린 시절에 가족과 함께 일본으로 건너와서 효고현에서 성장하였다. 효고현 다카라즈카시에 위치한 오바야시 성심 여자 학원을 다녔으며, 11년 간 발레를 전공하였다.
JYP 엔터테인먼트에 캐스팅되어 약 1년 간의 연습생 생활을 보냈다. 본래 JYP 일본팀에 소속되어 있었으나, 2014년 초 데뷔 예정이었던 걸그룹 식스믹스가 백지화되면서 일본팀이 무산되었고, 이 후 JYP 엔터테인먼트의 새로운 걸그룹을 선발하기 위한 Mnet 《SIXTEEN》에서 최종 멤버 9명 중 1명으로 선발되었고, 2015년 10월 20일에 트와이스로 데뷔하였다. 일본인이지만 미국 태생이라서 미국 국적도 보유하고 있었으나, 만 22세에 일본 국적을 선택함으로써 미국 국적은 상실되었다. 2019년 초반, 갑작스런 불안장애로 잠시 활동을 중단했지만 다시 활발하게 활동 중이다.

## 출연

### 텔레비전 프로그램
- 2015년 Mnet 《SIXTEEN》 - 참가자

### 웹예능
- 2025년 유튜브 《감별사》- 게스트

### 네이버 브이로그
- 2016년 네이버 V 《트와이스 미나의 GAME V》
- 2017년 네이버 V 《MELODY PROJECT - MINA》
- 2018년 네이버 V 《미챙의 눕방 V》- 채영과 함께

### 뮤직 비디오
| 연도   | 음반명                  | 아티스트 |
| ------ | ----------------------- | -------- |
| 2014년 | 하지하지마              | GOT7     |
| 2014년 | FEEL                    | 준호     |
| 2015년 | R.O.S.E.(Japanese Ver.) | 장우영   |
| 2015년 | Only You                | 미쓰에이 |

### 기타
- 미나 첫번째 화보집 《Yes, I am Mina》(2020)